# Схиархімандрит
Схиархімандрит — (грец. σχη αρχιμανδρίτης), де σχη — вказує на ступінь зречення — схиму, αρχι — статус (старший, головний), μάνδρα — (огорожа, кошара, вівчарня, власне – монастир). У Православній Церкві — архімандрит у великій схимі. На відміну від звичайного схимника монаха, схиархімандрит як і схиієромонах є  священнослужителем і може звершувати служби, літургії, таїнства, та може бути  духівником або настоятелем монастиря або скита.

## вимоги та обов'язки
Схиархімандрит, як і схимник без сану повинен провадити цілковите відчуження від миру заради абсолютного з'єднання з Богом. Велика схима впроваджена четвертим правилом IV Вселенського собору, згідно з яким всім ченцям-самітникам, великосхимникам для уникання спокус, ставився за обов'язок затвор. Згодом затвор перестав бути обов'язковою обітницею для великосхимників, тепер вони можуть жити відлюднено у гуртожиткових монастирях або в окремих скитах. У монастирях схимники живуть окремо від іншої братії, архімандрит  - (чернець-священик) по прийнятті великої схими називається схиархімандритом  при цьому може бути звільнений від служіння, але, як правило, є духівником. Інколи буває, що схиархімандрит наділений великою силою молитви, приймає обмежену кількість мирян. Які можуть звернутися до монастиря або скита за духовною допомогою. Часто в православній духовній практиці схиархімандрити проявляються як екзорцисти.

## посилання
- Настольная книга священнослужителя. Чинопоследования Русской Православной Церкви. Глава 1. Пострижение в монашество [Архівовано 7 грудня 2017 у Wayback Machine.]
- Православний тіпікон [Архівовано 9 лютого 2018 у Wayback Machine.].